# Пацко, Никита Михайлович
Никита Михайлович Пацко (бел. Мікіта Міхайлавіч Пацко; род. 23 февраля 1995, Витебск) — белорусский футболист, полузащитник клуба «Ислочь».

## Биография
Сын футболиста Михаила Пацко. Начинал заниматься футболом в СДЮШОР № 6 города Витебска. В 2011 году попал в структуру минского «Динамо», где выступал в дубле команды.
В 2015 году отправился в аренду в клуб «Берёза-2010». Дебютировал за клуб 19 апреля 2015 года в первой лиге против светлогорского «Химика». В следующем матче 26 апреля 2015 года против «Лиды» забил свой первый гол.
В июле 2016 года перешёл в минское «Торпедо». Дебютировал за клуб 24 июля 2016 года против «Энергетика-БГУ», где еще отличился забитым голом. В 2017 году стал бронзовым призёром первой лиги. В январе 2018 года пролил контракт с клубом. Дебютировал в высшей лиге 28 апреля 2018 года против солигорского «Шахтёра». В январе 2019 года покинул клуб.
В феврале 2019 года перешёл в команду второй лиги дзержинский «Арсенал». В дебютном сезоне стал победителем лиги.
В январе 2020 года перешёл в шведский клуб «АФК Эскильстуна». Успел дважды сыграть в Кубке Швеции против «Карлскруны» и «Сюрианска». Из-за приостановки чемпионата в апреле 2020 года покинул клуб и вернулся в Беларусь.
В апреле 2020 года вернулся в «Арсенал». Первую игру сыграл 18 апреля 2020 года против клуба «Ошмяны-БГУФК». В январе 2021 года продлил контракт с клубом. Стал победителем Первой Лиги 2021 года. Дебютировал с клубом в высшей лиге 20 марта 2022 года против «Гомеля». Первым голом в чемпионате отметился 7 мая 2022 года в матче против «Ислочи».
В июле 2022 года перешёл в жодинское «Торпедо-БелАЗ». Дебютировал за клуб 30 июля 2022 года в матче Кубка Беларуси против «Ислочи». Первый матч за клуб в Высшей Лиге сыграл 6 августа 2022 года против гродненского «Немана». В следующем матче 12 августа 2022 года против «Энергетика-БГУ» забил свой дебютный гол и отдал первую результативную передачу. Футболист сразу же закрепился в основной команде клуба. Провёл за сезон 12 матчей во всех турнирах, где отличился 2 забитыми голами и 1 результативной передачей.
В январе 2023 года футболист вместе с жодинским клубом продолжил готовиться к новому сезону. Первый матч сыграл 4 марта 2023 года в рамках Кубка Беларуси против солигорского «Шахтёра». Стал обладателем Кубка Беларуси, где в финале 28 мая 2023 года одержал победу над борисовским БАТЭ. В ноябре 2023 года футболист продлил контракт с жодинским клубом.
9 января 2025 года заключил контракт с «Ислочью».

## Карьера в сборной
Выступал в юношеский сборных Беларуси 16, 18, 19 и 20 лет.

## Достижения
«Арсенал» Дзержинск
- Победитель Второй лиги: 2019
- Победитель Первой лиги: 2021

«Торпедо-БелАЗ»
- Обладатель Кубка Беларуси: 2022/23
- Обладатель Суперкубка Беларуси: 2024